# Rozgonyi Tamás
Rozgonyi Tamás (Bocsárlapujtő, 1941. augusztus 16. – 2021. április 29.) magyar szociológus.

## Élete
Édesapja, Rozgonyi József (1915–2001) vagyontalan katolikus munkáscsalád gyermeke, négy polgárit végzett, acélgyári munkás. Édesanyja, Hollandi Rozália (1916–1986) katolikus bányászcsaládból származott, hat elemit végzett, háztartásbeli. Testvérei: Nándor (1938) főmérnök, Anna (1946) betanított munkás és József (1954) egyetemi doktor.
A salgótarjáni Táncsics Mihály Közgazdasági Technikumban érettségizett 1959-ben. A Marx Károly Közgazdaságtudományi Egyetem tanári szakán végzett 1964-ben, a szociológiai tudomány kandidátusi címét 1977-ben szerezte meg.
1970-ben házasodott meg, felesége Fejér Marietta (1944) középiskolai tanár, könyvtáros. Két gyermekük született, Bálint (1972), Ádám (1974).
Unokái: Dániel (2000), Abigél (2001), Bence (2003), Zalán (2003), Sára (2007).

## Szakterület
- Gazdaság- és szervezetszociológia

### Kutatási területek
- A vízgazdálkodás szociológiai összefüggései
- Szervezeti kultúra
- Vállalkozások
- Vezetői kompetencia
- Vezetői teljesítményértékelés

## Ösztöndíjak, kitüntetések
- Munka Érdemrend ezüst fokozata (1986)
- Széchenyi professzori ösztöndíj (2000)
- Magyar Köztársasági Érdemrend Tisztikeresztje (2011)

## Publikációk listája

### Könyvek
- Hierarchia a gazdasági szervezetben, MTA Szociológiai Intézet, Budapest, 1974 (társszerző: Gyenes Antal)
- Sociologie und Gesellschaft in Ungarn. Unser Entscheidungssystem mit den Augen des Soziologen (társszerző: Hegedüs András) Ferdinánd Enke Verlag, Stuttgart, 1974
- Konfliktus és harmónia (A gazdasági szervezetek szociológiájának alapkérdései.) Közgazdasági- és Jogi Könyvkiadó, Budapest, 1977 (társszerző: Andics Jenő)
- Teljesítményelv és munkaszervezet, Budapest, TIT Demográfiai és Szociológiai Füzetek, 1979 (társszerző: Andics Jenő)
- Az alá- és fölérendeltségi viszonyok a szervezetben, Akadémiai Kiadó, Budapest, 1981 (társszerző: Gyenes Antal)
- Authority and Reward in Organisations (eds) Michagen, Ann Arbor, 1986 (Tamás Rozgonyi and Arnold S. Tannenbaum)
- Management – Subordinate Relations in Industrial Organizations, MTA Szociológiai Intézet, Budapest, 1989 (társszerző: Ifj. Gyenes Antal)
- Vállalatirányítási bürokrácia. A „jó” és „rossz” vállalat példája. Gazdaságszociológiai elemzés, Akadémiai Kiadó, Budapest, 1997 (társszerző: Bélley László)
- A szervezeti kultúra és kommunikáció. Vízügy a változó Magyarországon, Kertek 2000 Kiadó, 1998 (Rozgonyi Tamás és munkatársai)
- Tiszai árvíz, MTA Szociológiai Kutatóintézet, 2000, Budapest (szerk.)
- Búcsú Hegedüs Andrástól (szerkesztette: Rozgonyi Tamás és Zsille Zoltán) Osiris Kiadó, Budapest, 2001
- Szervezet- és munkaszociológia Jegyzet, Zsigmond Király Főiskola, Budapest, 2003 (társszerző: Jávor István)
- Hatalom, konfliktus, kultúra (társszerző: Jávor István) KJK-KERSZÖV, Budapest, 2005, 340 oldal
- A szervezetek és a munka világa (társszerző: Jávor István) ZSKF – L’Harmattan, Budapest, 2007, 395 oldal
- Államreform, közigazgatás, háttérintézmények; szerk.: Rozgonyi Tamás, Bevezető, szerző a kötet három fejezetében, Gondolat Kiadó, Budapest, 2008, 253 oldal
- Hatalom, politika, társadalomtudomány, Interjúk a magyar szociológia újjászületésének körülményeiről az 1960-as években (szerkesztette: Rozgonyi Tamás), MTA Szociológiai Kutatóintézet, Budapest, 2008.

### Könyvfejezetek
- Társadalmi konfliktusok vállalati szintű döntésekben. In: Vezetési ismeretek II. (szerk.: Susánszky János) Budapest, Közgazdasági- és Jogi Könyvkiadó, 1968 (társszerző: Hegedüs András)
- Érdekviszonyok és gazdasági szervezet. In: Politikatudományi tanulmányok, Kossuth Könyvkiadó, Budapest, 1981 (szerkesztette: Polgár Tibor)
- A munkahelyi környezet egészségkárosító hatása. In: Biztató, Akadémiai Kiadó, Budapest, 1988
- Kiből lesz vezető? In: Megújuló gazdaság, Reform Könyvek, Pénzügykutató Rt. Budapest, 1988
- Gazdasági válság. In: Reform Műhely, Kossuth Könyvkiadó, Budapest, 1989
- The Economy and Organization of Enterprises and the Manager’s Interests, In: Almanach, Institute of Sociology, Hungarian Academy of Sciences, Budapest, 1990.
- The Change of Ownership Forms and the Transformation of Economic Organizations (An analysis by the Sociology of Economics and Organizations), In: Hungarian Future? A Sociological Approach, Intitute of Sociology, Hungarian Academy of Sciences, Budapest, 1990.
- Vállalati gazdálkodás, vállalati szervezet, vezetői érdekeltség. In: XXX. 1963-ban alakult meg a Szociológiai Kutatócsoport; szerkesztette Kemény István, Gábor László. Budapest, MTA Szociológiai Intézete, MTA Társadalmi Konfliktusok Kutató Központja, 1994. 267-279. oldal (társszerző: Bélley László)
- Economia, organizzazione dell’ipresa e ruolo del management. In: Mercanto e cooperazione internazionale; szerkesztette: Michele La Rosa. Bolgna-Milano, Franco Angeli, 1994
- A munkavállalói résztulajdonosi program (MRP) törvény alkalmazásának gazdasági, szociológiai és szervezeti hatásai. The Economic, Sociological and Organizational Effect of the Law of Employee Stock Ownership Program (ESOP). In: Emlékkönyv dr. Szentpéteri István egyetemi tanár születésének 70. évfordulójára; szerkesztette: Tóth Károly. Szeged, Acta Universitatis Szegediensis De Attila József Nominatae, 1996. 225-245. oldal (társszerző: Jávor István)
- Vállalkozás, vállalkozásfejlődés, vállalkozástörténetek (Sajátos akkumulációs technikák a vállalkozások tükrében). In: Társadalmi és területi folyamatok az 1990-es évek Magyarországán; szerkesztette: Kárpáti Zoltán. Budapest, MTA Társadalmi Konfliktusok Kutató Központja. 1997. 225-244. oldal (társszerző: Jávor István)
- A vízgazdálkodás hangsúlyeltolódásai, az ivóvízbázisok védelme és a szennyezés veszélyei az ezredfordulón, In: Tanulmányok a dátumváltozásról és az ezredfordulóról, Miniszterelnöki Hivatal, Budapest, 2000. május (szerkesztette: dr. Mojzes Imre)
- Vállalkozások és konfliktusaik az ezredfordulón. In: Társadalomismeret és társadalomkutatás az ezredfordulón. Budapest. Akadémiai Kiadó, 2002.
- Államreform, közigazgatás, háttérintézmények – egy kutatás tapasztalatai, In: A modern állam feladatai (szerk.: Halm Tamás és Vadász János) Magyar Közgazdasági Társaság és a Gazdasági és Szociális Tanács konferenciájának előadásai, Bp. 2009. 20-40. o.

### Egyetemi, főiskolai jegyzetek, oktatási tananyagok
- A gazdaságszociológia egyes kérdései. 1-2. füzet. Tankönyvkiadó, Budapest, 1973 (társszerző: Andics Jenő) Marx Károly Közgazdaságtudományi Egyetem
- A vállalatirányítás szociológiai kérdései. Országos Vezetőképző Központ, Budapest, 1980 (társszerző: Andics Jenő)
- Munkalélektan és munkaszociológia. Munkaügyi szakismeretek. Munkaügyi Minisztérium, Budapest, 1975
- Iparvállalatok vezetési struktúrája és az üzemi demokrácia, Országos Vezetőképző Központ, Budapest, 1971
- Gazdaság- és szervezetszociológia, Kereskedelmi, Vendéglátóipari és Idegenforgalmi Főiskola, Budapest, 1992
- Fejezetek a humán erőforrás menedzsment témaköreiből (Jegyzet), Budapesti Gazdasági Főiskola, Pénzügyi és Számviteli Főiskolai Kar. Budapest. 2001 (társszerző: dr. Roóz József)
- Szervezet- és munkaszociológia. Zsigmond Király Főiskola, Budapest, 2003 (társszerző: Jávor István)
- Humán erőforrás menedzsment, BGF, Európai Szociális Alap kiadványa, Budapest, 2005 (társszerző: dr. Roóz József)

### Válogatott cikkek, tanulmányok
- Munkaszociológia, 1965. Társadalmi Szemle, 1965. november
- Döntési rendszerünk a szociológus szemével (A szervezetfelelőtlenség, mint döntési rendszerünk egyik fő veszélye.) (társszerző: Hegedüs András), Valóság, 1969. július
- A munkaszervezetek világa. Budapest. Szakképzési Szemle, 1988. 3. sz.
- Vállalati gazdálkodás, vállalati szervezet, vezetői érdekeltség. Társadalomkutatás, 1989. 3. sz. (társszerző: Bélley László)
- A munkavállalói részvétel és a döntési lehetőségek. Humánpolitikai Szemle, 1991/7-8. sz. (Személyzeti és munkaügyi menedzserfolyóirat)
- Érdekviszonyok és érdekkonfliktusok a munkaszervezetekben, Humánpolitikai Szemle, 1991/10. sz.
- Teremtő rombolás. Expo Business, 1991. XI. hó. Budapest
- Szervezeti átalakulás, érdek- és hatalmi viszonyok. Piac és vállalkozás. „Az év gazdasági konferenciája” Kézikönyv, Budapest, 1991
- Role of management in enterprises organization. C. I. Do. S. Pe. L. – Department of Sociology, University of Bologna – Bologna and Forli, 1992
- Kisvárosi tapasztalatok rendszerváltás idején, Szociológiai Szemle, 1992. 2. sz. 89-93. oldal (társszerző: Jávor István)
- Vállalkozás és hatalomkoncentráció, Ön-Kor-Kép, Liberális Önkormányzati havilap, 1992. június, 14-15. oldal (társszerző: Jávor István)
- Feltételek és ambíciók (Magyar vállalkozástörténet) Ön-Kor-Kép, Liberális Önkormányzati havilap, 1993. június, 8-10. oldal (társszerző: Jávor István)
- A vadon törvénye. Ön-Kor-Kép, Liberális Önkormányzati havilap, 1993. augusztus, 17-18. oldal (társszerző: Jávor István)
- Koncepció kerestetik. HVG. XV. Évfolyam 45. szám. 1993. november 6.
- A munkavállalási résztulajdonosi program (MRP) törvény alkalmazásának hatásai (Rozgonyi Tamás és munkatársai) Közgazdasági szociológiai elemzés, II. Az MRP a sajtóban (válogatott cikkek a munkavállalói résztulajdonosi programra) 1992-1993. Tanulmány az Állami Vagyonügynökség által kiírt pályázatra. Kézirat, Bp., 1993
- Az emberi erőforrások szerepe, jelentősége és hatékony alkalmazása a privatizálás folyamatában. ÁVÜ tanulmány, Budapest, 1993
- Struktúrák és folyamatok (Szervezet- és munkaszociológiai elemzés) Tanulmány. MTA Társadalmi Konfliktusok Kutatóközpontja, Bp., 1993
- Experiences in a Small Town During the Transition Review of Sociology of the Hungarian Sociological Academy of Sciences, 1994 (társszerző: Jávor István)
- Vállalkozás, vállalkozásfejlődés, vállalkozástörténetek, Társadalomkutatás, 1995/1-4. sz. 222-240. oldal (társszerző: Jávor István)
- Érdekek – közös célok. A Kis-Balaton védőrendszer és a helyi társadalmi környezet, Ön-Kor-Kép, Önkormányzati havilap, 1996. április, 13-16 oldal
- A Munkavállalói Résztulajdonosi Program (MRP) törvény alkalmazásának szociológiai és szervezeti kutatásai, Munkaügyi Szemle, 1996. 7-8. sz. 69-75 oldal (társszerző: Jávor István)
- A magyar vízügy szervezeti kultúrájáról. I. rész, Munkaügyi Szemle, 1996. 10. sz. 18-24. oldal (társszerző: Török Gábor)
- A Kis-Balaton védőrendszer és társadalmi környezete. Társadalomkutatás, 1998/1-2. (társszerző: Papházi Tibor)
- Árvízi anziksz. 1998. őszi Felső-Tisza-vidéki árvízről írott sajtóközlemények elemzése. Társadalomkutatás, Budapest, 1999. 3-4. sz. (társszerző: Jávor István, Papházi Tibor)
- Közpiszkosság és közegészségtelenség (Adalékok a közterületek környezeti problémáinak hátteréhez) Társadalomkutatás, Budapest, 2001. 1-2. sz. (társszerző: Jávor István, Papházi Tibor)
- Politikai gátszakadás. A 2001-es tavaszi Felső-Tisza-vidéki árvízről írott sajtóközlemények áttekintése (politológiai és szociológiai elemzés) Társadalomkutatás, Budapest, 2002. 1-2. sz. (társszerző: Jávor István, Papházi Tibor)
- Hatalom és érdekek hálójában (Szerepek és szerepjátékok egy többszereplős társadalmi tér résztvevői körében) Társadalomkutatás, Budapest, 2002. 3-4. sz. (társszerző: Jávor István)
- Dégen Imre és a vízügyi szervezet alakulása, Hidrológiai Közlöny, 83. évf. 1. szám, 2003. január-február
- A közterület, mint társadalmi erőtér. Társadalomkutatás, 2004 (társszerző: Jávor István)
- A vízügyek szárazsága (Egy reprezentatív szociológiai felvétel tapasztalatai) Társadalomkutatás, 2004/1. (társszerzők: Fenyvesi B., Jávor I., Papházi T.)
- Szervezeti kultúra a magyar vízügyi igazgatóságok példáján. Társadalomkutatás, 2007 (társszerző: Toarniczky Andrea)
- Háttérintézmények a teljes átalakulás szélén. Társadalomkutatás, 2007 (társszerző: Papházi Tibor)
- A közigazgatási reformhoz kapcsolódó átszervezések megítélése minisztériumi és háttérintézményei munkatársak körében. Társadalomkutatás, 2008/1. (társszerző: Török L. Gábor)

## Szakmai testületek
- MTA Szociológiai Bizottság tagja (1980), titkára (1985)
- Magyar Szociológiai Társaság tag, alelnöke 2005-ben, elnök 2006-ban, alelnök 2007-ben
- Tudományos Minősítő Bizottság tagja (1981-1990)
- Közgazdasági Szemle szerkesztő bizottsági tag (1980-1985)
- Az Ergonómia szerkesztő bizottsági tag (1968-1990)
- A Társadalomkutatás szerkesztője (1995-2014)
- A Szociológia Szemle tanácsadó testületének tagja (1975-2010)